# 木場ヨシユキ
木場 ヨシユキ（こば よしゆき、2月7日 - ）は、日本の男性声優、ナレーター、シナリオライター。本名および旧芸名は木場 欣之（読み同じ）。

## 人物・経歴
株式会社カヤックと声総研の運営するモテ声カフェのモテ声店員の一人。
以前は劇団若草、RME株式会社に所属し本名で活動していた。フリーランスになる時に現在の芸名に改名。現在はHoney Rushに所属。
小柴雪代という名義でソーシャルゲームのシナリオに一部執筆活動をしている。

## 出演
太字はメインキャラクター。

### Webアニメ
- ネット社会の歩き方

### ゲーム
時期不明
- 三国志群雄伝（武官）

2010年
- たすけて♥マトメン（羽鳥博）

2011年
- テストドライブ アンリミテッド 2（バリー）

2012年
- 龍が如く5 夢、叶えし者（ジェントル中村）

2014年
- イケメンホストと色恋営業〜危険な甘い夜〜（優哉）
- 龍が如く 維新!（新選組隊士、バトルボイス）

2015年
- バトって!オトギ戦争（シヴァ、グリフォン 他）
- Palladium Knights（レンナルト・ジークフリート・クリストフ）
- 龍が如く0 誓いの場所（バトルボイス）

2018年
- 新聞物語（秋月）
- FATAL TWELVE（魯昌鎬）

2020年
- ぐんゆう！-群雄-（孫権、司馬懿、魯粛）

### アダルトゲーム
- ジュエリー・ハーツ・アカデミア -We will wing wonder world-（学園長、ザック、フリギア兵等[2]）

### パチスロ
- FAIRY TAIL（村人、ミスコン観客）

### 吹き替え

#### 外画
- フリーキッシュ絶滅都市1stシーズン第1話（男子生徒）
- フリーキッシュ絶滅都市2ndシーズン（アール）
- オザークへようこそ1stシーズン第1話（通行人）
- インペリアル・ドリーム（射殺犯）
- オックスフォード連続殺人（ウィルキンズ、グリーン）
- 女処刑人（ジェイク、銃の男）
- スペーストレック（リー）
- ターザンの大冒険（兵士）
- チップス先生さようなら（ハイクロフト）
- バッデスト（リトルナイツ）
- ハリウッド式 恋のから騒ぎ（大使、宅配人、兵士）
- UKギャングスター（ジャック、ウェストハムフーリガン）

#### 海外アニメ
- 空飛ぶサルのオジー（マンチキン、サル 他）
- モンスターアイランド（モンゴ、カボチャの少年、チキンモンスター）

### ドラマCD
- 銀河御承知ガッテンダー（2013年、ジョーキチ、本編ナレーション）

### ボイスドラマ
- 植物×男子 サボテン（2017年）

### ナレーション
- 東急イッツコム はぴ☆カン
- 銀河御承知ガッテンダー

### 朗読劇
- YOMINOMI! vol.03（2016年10月21日、道玄坂カフェ） - アンドロイド、神坂光太郎 役

### 映画
- リアル鬼ごっこ2（2010年）※実写出演
- デスカッパ（2010年）※実写出演

### その他
- 声で応援（2012年、長崎弁）